# Urals
Els Urals (rus: Ура́льские го́ры, Uràlskie gori, o simplement Ура́л, Ural; baixkir: Урал тауҙары, Ural tauźarı) són una serralada que discorre de nord a sud de la Rússia occidental.
Les muntanyes dels Urals s'estenen al llarg d'uns 2.500 km, des de les estepes kazakhes, vora la frontera septentrional del Kazakhstan, fins a la costa de l'Àrtic. L'illa de Nova Terra n'és, en realitat, una continuació dins el mar. Geogràficament, aquesta serralada assenyala la part nord de la frontera arbitrària entre les seccions asiàtica i europea del continent eurasiàtic. El cim culminant n'és el Naródnaia (1.895 m). L'erosió dels Urals ha fet aparèixer a la superfície una considerable riquesa mineral, que inclou pedres precioses com el topazi i el beril. Els boscos verges de Komi, als Urals septentrionals, han estat reconeguts Patrimoni de la Humanitat per la UNESCO.

## Geografia

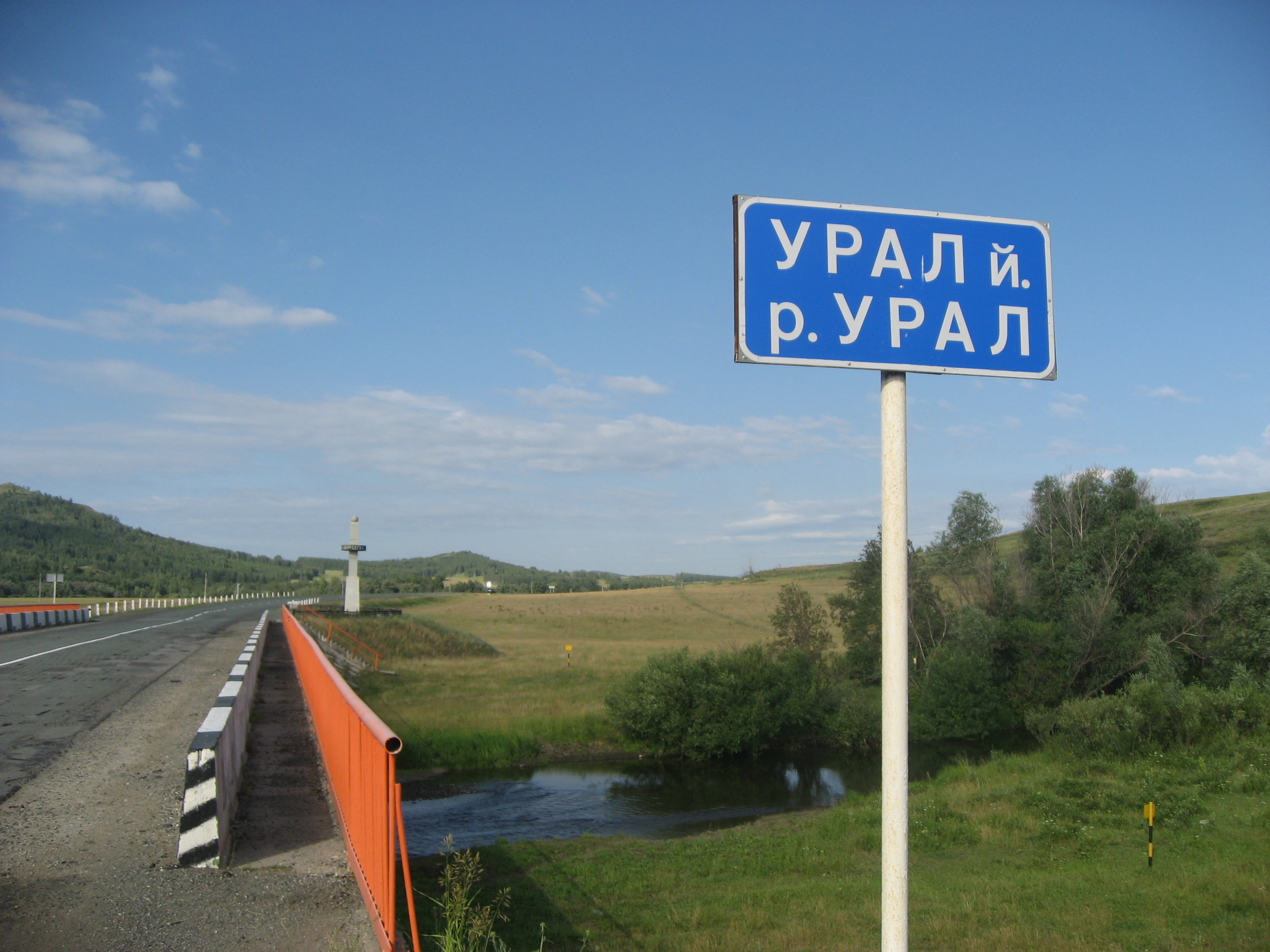
El pont sobre l'Ural al districte d'Uchalinski (Baixkíria)

El riu comença als vessants de la muntanya Krúglaia de la carena de la muntanya Uraltau al sud de l'Ural, al territori del districte d'Uchalinski de Baixkíria. Allà té una amplada mitjana de 60 a 80 m i flueix com un riu típic de muntanya. Després cau al pantà de Yaik i després de sortir s'eixampla fins a 5 km. Per sota de Verkhneuralsk, el seu cabal és característic d'un riu pla; allí entra a les províncies de Txeliàbinsk i Orenburg. De Magnitogorsk a Orsk, les seves ribes són escarpades i rocoses i el fons té moltes esquerdes. Després d'Orsk, el riu gira bruscament cap a l'oest i travessa un canó de 45 km de llarg a les muntanyes de Guberlinsk. Després d'Uralsk, flueix de nord a sud, a través del territori de la província del Kazakhstan Occidental i la Província d'Atirau del Kazakhstan. Allà, el riu s'eixampla i té molts llacs i conductes. A prop de la desembocadura, es divideix en els distribuïdors de Iaik i Zolotoi i forma grans zones humides. El distribuïdor Iaik és poc profund, gairebé sense arbres a les costes i és ric en peixos; mentre que Zolotoi és més profund i és navegable. El riu Ural té una espectacular forma d'arbre (o «digital») del delta (vegeu la imatge). Aquest tipus de delta es forma de manera natural als rius lents que aporten una gran quantitat de sediments i desemboquen en un mar tranquil. Al delta, a 13,5 km de la desembocadura del distribuïdor Zolotoi es troba l'illa Shaliga, que té 2,5 km de llarg, amb alçades d’ 1 a 2 m i amplades màximes de 0,3 km.
Iekaterinburg és l'autoproclamada capital dels Urals, si bé els Urals constitueixen un terme geogràfic, no pas administratiu. Altres ciutats importants de la regió són Txeliàbinsk, Ufà i Perm.

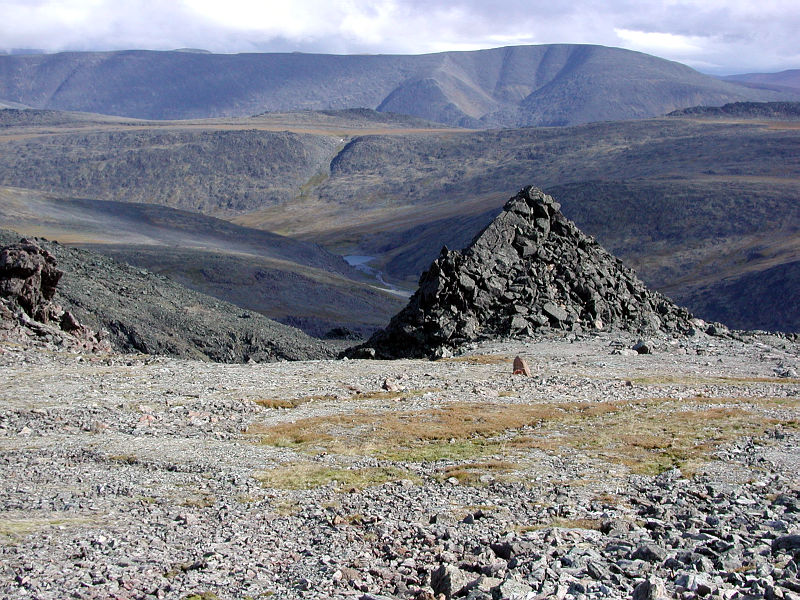
Paisatge del nord dels Urals

Els Urals es troben entre les cadenes de muntanyes més antigues del planeta. Es van formar a la fi del període Carbonífer, quan un continent (que a grans trets coincideix amb Sibèria) va col·lidir amb el supercontinent que abastava la majoria de les terres del món de l'època: la combinació de Lauràsia (Europa i l'Amèrica del Nord) i Gondwana. Des d'aquells temps remots, Europa i Sibèria han romàs unides per sempre.
Els geògrafs divideixen els Urals en cinc regions: Urals meridionals, Urals mitjans, Urals septentrionals, Urals subàrtics i Urals àrtics.
Als Urals hi ha grans reserves d'or i platí.
Les muntanyes més altes dels Urals són:
- Naródnaia, als Urals subàrtics (1.895 m)
- Iaman-Tau, als Urals meridionals (1.640 m)
- Telposiz, als Urals septentrionals (1.617 m)
- Paier, als Urals àrtics (1.499 m)
- Oslianka, Urals mitjans (1.119 m)

Els afluents, riu amunt, són Kushum, Derkul, Chagan, Irtek, Utva, Ilek (principal, esquerra), Bolshaya Chobda, Kindel, Sakmara, Tanalyk (principal, dreta), Salmys, Or (principal, esquerra) i Suunduk. El Kushum i el Bagyrlai són distribuïdors.
Tota la longitud del riu Ural és considerada la frontera entre Europa i Àsia per la majoria de fonts autoritzades. Rarament, el riu Emba, més petit i curt, es reclama com el límit continental, però això empeny «Europa» molt més enllà al Kazakhstan de l'Àsia central. El pont del riu Ural a Orenburg fins i tot està guarnit amb monuments permanents tallats amb la paraula «Europa» a un costat i «Àsia» a l'altre. Independentment, el Kazakhstan té algun territori europeu i de vegades s'inclou en organitzacions polítiques i esportives europees.

### Geografia humana
La geografia humana dels Urals és el resultat de la interacció entre els factors naturals i els processos històrics que han configurat la població i el territori d'aquesta regió. La seva situació geogràfica ha fet que fossin una frontera natural entre Europa i Àsia i, alhora, un punt de contacte i de conflicte entre diferents pobles i cultures. Des de l'antiguitat, els Urals han estat habitats per diverses ètnies, com els uralians, els turquesos, els irànics i els eslaus. La seva riquesa en recursos naturals, especialment en minerals, ha atret l'interès de diferents imperis i estats, que han explotat i colonitzat la regió. Els Urals han tingut un paper rellevant en la història de Rússia, tant en els episodis bèl·lics com en el seu desenvolupament econòmic i industrial. Actualment, són una regió diversa i complexa on conviuen diferents grups ètnics, llengües, religions i formes de vida. La seva geografia humana reflecteix les transformacions socials i ambientals que han marcat la seva evolució.
La població dels Urals del nord és escassa i dispersa, amb una majoria d'origen rus i una minoria d'indígenes uralians, com els komis i els nènets. La població dels Urals centrals és més nombrosa i concentrada que a la part nord, amb una majoria d’origen rus i una minoria de pobles turquesos, com els tàtars i els baixkirs. Els Urals del sud presenten la major diversitat ètnica, amb una presència significativa de grups turquesos, irànics i caucàsics, com els kazakhs, els calmucs i els txetxens.

## Història
Els primers colons russos, originaris de la República de Nóvgorod, arribaren als Urals a principis del segle xii, quan a Rússia encara es coneixia la serralada com el «Cinturó de Pedra», però la colonització de la regió anà a un ritme més aviat lent fins a la darreria del segle xvi. Ja en aquell temps, es començà a explotar l'enorme potencial mineral dels Urals. Al llarg dels segles següents, es convertiren en un important centre metal·lúrgic i, tot i que la seva importància minvà cap al final del segle xix, els plans d'industrialització de la Unió Soviètica tornaren a posicionar-los entre les principals regions industrials del món. El trasllat de la indústria pesant des de l'oest de Rússia per evitar-ne la captura per l'Alemanya nazi durant la Segona Guerra Mundial afavorí en gran manera aquesta tendència.

## Toponímia
Durant l'antiguitat clàssica, Plini el Vell pensava que els Urals eren les muntanyes Rifean, esmentades per diversos autors, incloses fonts àrabs del segle x. Tal com va afirmar Sigismund von Herberstein, durant el segle xvi, els russos anomenaven aquesta serralada amb diversos noms derivats de paraules russes per a roca (pedra) i cinturó. La denominació russa moderna és Урал (Ural), que es remunta als segles xvi i xvii i que inicialment fou utilitzada per a fer referència a les parts meridionals del sistema muntanyós. Pot ser que la paraula vinga o bé del turquès (del baixkir, en què el mateix nom es fa servir per a tota la cadena muntanyosa), o de l'obi-úgric. A partir del segle xiii, al Baixkortostan existeix una llegenda d'un heroi anomenat Ural. Va sacrificar la seua vida pel bé del seu poble, que va amuntegar roques sobre la seua tomba, que posteriorment esdevingueren els Urals.

## Geologia

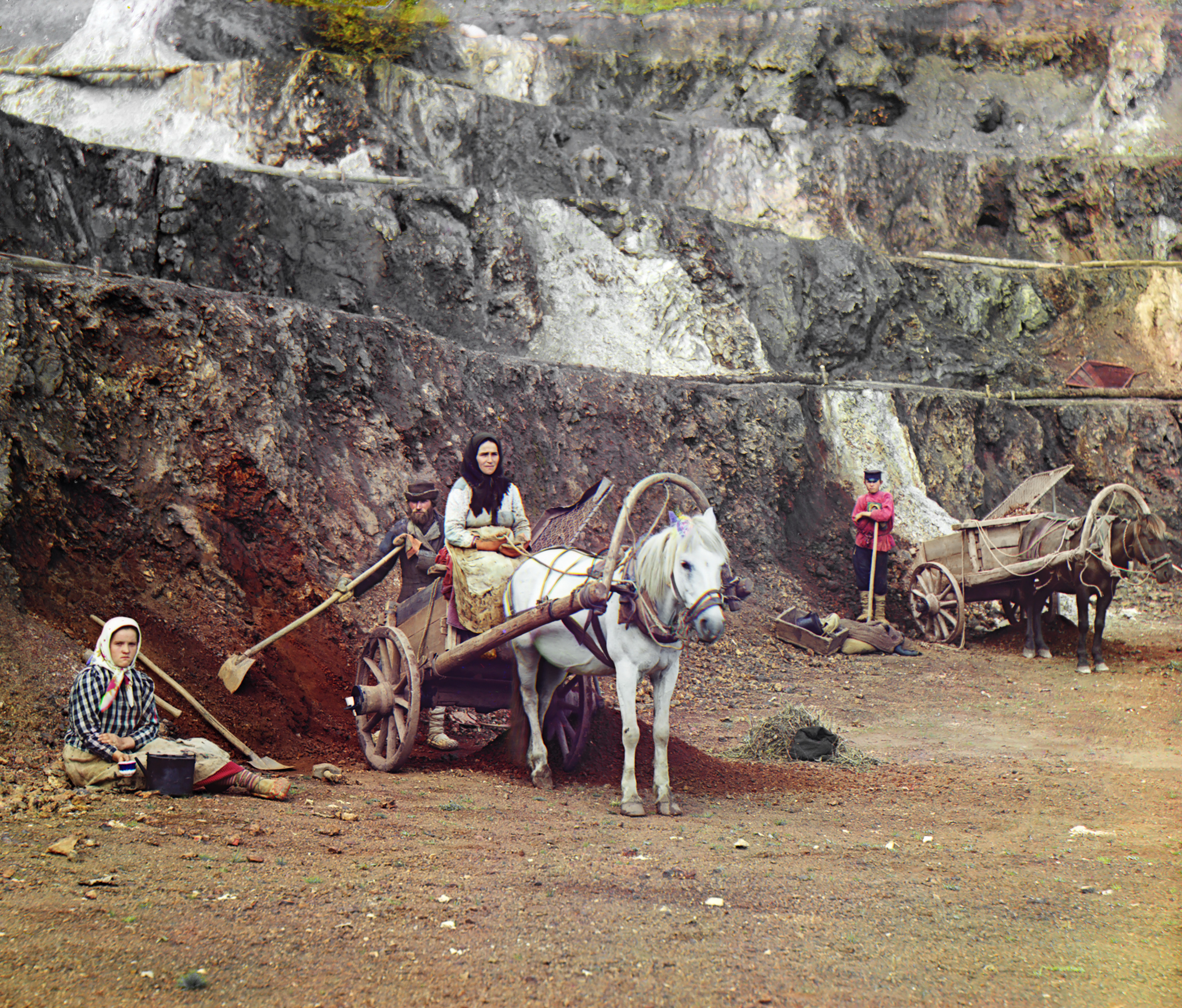
Una mina als monts Urals vora el 1910.

Els Urals són una de les serralades més antigues del món. Si es considera que la seua edat es remunta de 250 a 300 milions d'anys, la seua elevació és inusualment gran. El seu procés de formació i orogènia és producte de la col·lisió de la vora oriental del continent d'Euramèrica amb el marge occidental del continent de Kazakhstània, nou i relativament dèbil, que actualment constitueix la major part del territori del Kazakhstan i Sibèria Occidental a l'oest del riu Irtix. També va intervindre en la col·lisió un arc d'illes associades a l'últim continent esmentat. Aquest xoc va tindre lloc al llarg d'un període de quasi 90 milions d'anys, a finals del període Carbonífer i començaments del Triàsic.
A diferència d'altres orògens importants del Paleozoic (tals com el dels Apalatxes, la caledònica o l'hercínica), els Urals no han sofert un col·lapse extensional postorogènic i s'han conservat molt bé si tenim en compte la seua edat i que estan fonamentats sobre una important arrel d'escorça. A la zona est i sud dels Urals, la majoria de l'orogen es troba soterrat davall de sediments posteriors que es remunten al Mesozoic i cenozoic. El Pay-Khoy que es troba cap al nord no correspon a l'origen dels Urals i es va formar posteriorment.
Moltes roques deformades i metamorfoses, majoritàriament d'edat paleozoica, afloren als Urals. Les capes sedimentàries i volcàniques estan plegades i fallades. Els sediments de l'oest dels Urals estan formats per calcària, dolomia i gres, vestigis de mars antics de poca profunditat. El costat oriental està dominat per basalts.
Als Urals va ser descoberta la shuiskita, un mineral del grup de la pumpel·lyita.